# Мак-Каммон (Айдахо)
Мак-Каммон (англ. McCammon) — місто в окрузі Беннок, штат Айдахо, США. Належить до агломерації Покателло. Згідно з переписом 2010 року населення становило 809 осіб, що на 4 особи більше, ніж 2000 року.

## Географія
Мак-Каммон розташований за координатами 42°38′54″ пн. ш. 112°11′22″ зх. д. / 42.64833° пн. ш. 112.18944° зх. д. (42.648236, -112.189394).  За даними Бюро перепису населення США в 2010 році місто мало площу 5,88 км², з яких 5,82 км² — суходіл та 0,07 км² — водойми.

## Демографія

### Перепис 2010 року
Згідно з переписом 2010 року, у місті проживало 809 осіб у 287 домогосподарствах у складі 217 родин. Густота населення становила 138,8 особи/км². Було 333 помешкання, середня густота яких становила 57,1/км². Расовий склад міста: 97,7 % білих, 0,4 % афроамериканців, 0,5 % індіанців, 0,2 % інших рас, а також 1,2 % людей, які зараховують себе до двох або більше рас. Іспанці і латиноамериканці незалежно від раси становили 2,3 % населення.
Із 287 домогосподарств 39,7 % мали дітей віком до 18 років, які жили з батьками; 61,0 % були подружжями, які жили разом; 8,0 % мали господиню без чоловіка; 6,6 % мали господаря без дружини і 24,4 % не були родинами. 22,0 % домогосподарств складалися з однієї особи, у тому числі 9,4 % віком 65 і більше років. В середньому на домогосподарство припадало 2,82 мешканця, а середній розмір родини становив 3,29 особи.
Середній вік жителів міста становив 34,8 року. Із них 30,7 % були віком до 18 років; 7,3 % — від 18 до 24; 23,2 % від 25 до 44; 25,1 % від 45 до 64 і 13,7 % — 65 років або старші. Статевий склад населення: 51,3 % — чоловіки і 48,7 % — жінки.
Середній дохід на одне домашнє господарство  становив 62 611 долар США (медіана — 39 722), а середній дохід на одну сім'ю — 72 615 доларів (медіана — 46 964). За межею бідності перебувало 14,3 % осіб, у тому числі 15,8 % дітей у віці до 18 років та 11,7 % осіб у віці 65 років та старших.
Цивільне працевлаштоване населення становило 259 осіб. Основні галузі зайнятості: освіта, охорона здоров'я та соціальна допомога — 25,5 %, виробництво — 12,4 %, транспорт — 11,6 %, мистецтво, розваги та відпочинок — 10,8 %.

### Перепис 2000 року
Згідно з переписом 2000 року, у місті проживало 805 осіб у 271 домогосподарствах у складі 213 родин. Густота населення становила 218,9 особи/км²). Було 296 помешкань, середня густота яких становила 80,5/км². Расовий склад міста: 94,53 % білих, 0,50 % афроамериканців, 0,75 % індіанців, 0,37 % азіатів, 0,12 % тихоокеанських остров'ян, 1,61 % інших рас і 2,11 % людей, які зараховують себе до двох або більше рас. Іспанці та латиноамериканці незалежно від раси становили 3,48 % населення.
Із 271 домогосподарства 40,2 % мали дітей віком до 18 років, які жили з батьками; 67,9 % були подружжями, які жили разом; 8,1 % мали господиню без чоловіка, і 21,4 % не були родинами. 19,2 % домогосподарств складалися з однієї особи, у тому числі 9,6 % віком 65 і більше років. В середньому на домогосподарство припадало 2,97 мешканця, а середній розмір родини становив 3,45 особи.
Віковий склад населення: 33,2 % віком до 18 років, 9,4 % від 18 до 24, 23,1 % від 25 до 44, 21,7 % від 45 до 64 і 12,5 % років і старші. Середній вік жителів — 30 років. Статевий склад населення: 48,9 % — чоловіки і 51,1 % — жінки.
Середній дохід домогосподарств у місті становив US$32 500, родин — $40 833. Середній дохід чоловіків становив $35 078 проти $20 750 у жінок. Дохід на душу населення в місті був $14 323. Приблизно 5,5 % родин і 8,9 % населення перебували за межею бідності, включаючи 11,4 % віком до 18 років і 4,7 % від 65 і старших.